# Grobelki (Michałów)
Grobelki – kolonia wsi Michałów położona w Polsce, w województwie lubelskim, w powiecie włodawskim, w gminie Urszulin.
W latach 1975–1998 koloniać administracyjnie należała do województwa chełmskiego.